# Alekszej Ivanovics Mamikin
Alekszej Ivanovics Mamikin (oroszul: Алексей Иванович Мамыкин; Verjevo, 1936. február 29. – 2011. szeptember 20.) orosz labdarúgó, edző.
A szovjet válogatott tagjaként részt vett az 1962-es világbajnokságon.

## Sikerei, díjai
Gyinamo Moszkva
- Szovjet bajnok (1): 1957